# Vzpírání na Letních olympijských hrách 2008 – muži do 69 kg
Vzpěrači do 69 kg soutěžili na Letních olympijských hrách 2008 ve dnech 11. a 12. srpna 2008. V kategorii startovalo 30 závodníků z 26 zemí, nejvíce ze všech kategorií. Soutěž dokončilo a klasifikováno bylo 24 z nich. Vítězem se stal dvacetiletý Číňan Liao Chuej. V nadhozu uhájil náskok z trhu. Francouzský reprezentant Vencelas Dabaya mohl teoreticky útočit na zlato, ale oba pokusy pod tíhou psychické bariéry prakticky vůbec nezahájil. Medailový kandidát, Korejec Li, se v prvním nadhozovém pokusu lehce zranil a nebyl vůbec klasifikován. Po reanalýze kontrolních vzorků byla udělena bronzová medaile Kubánci Yordannisu Borrerovi.

## Program
Pozn.: Pekingského času (UTC+8)
| Datum                   | Čas         | Skupina |
| ----------------------- | ----------- | ------- |
| Pondělí, 11. srpna 2008 | 12:30–14:30 | C       |
| Úterý, 12. srpna 2008   | 10:00–12:00 | B       |
| Úterý, 12. srpna 2008   | 19:00–21:00 | A       |

## Přehled rekordů
Pozn.: Platné před začátkem soutěže
| Druh rekordu              | Disciplína | Držitel                   | Výkon  |
| ------------------------- | ---------- | ------------------------- | ------ |
| Světové rekordy           | Trh        | Georgi Markov             | 165 kg |
| Světové rekordy           | Nadhoz     | Čang Kuo-čeng             | 197 kg |
| Světové rekordy           | Dvojboj    | Galabin Boevski           | 357 kg |
| Olympijské rekordy        | Trh        | Georgi Markov             | 165 kg |
| Olympijské rekordy        | Nadhoz     | Galabin Boevski           | 195 kg |
| Olympijské rekordy        | Dvojboj    | Galabin Boevski           | 357 kg |
| Světové juniorské rekordy | Trh        | Tigran Gevorg Martirosjan | 158 kg |
| Světové juniorské rekordy | Nadhoz     | Liao Chuej                | 190 kg |
| Světové juniorské rekordy | Dvojboj    | Tigran Gevorg Martirosjan | 346 kg |

## Výsledky
| Poř.                        | Závodník                        | Stát           | Těl. hm. [kg] |       | Trh [kg] | Trh [kg] | Trh [kg] |       | Nadhoz [kg] | Nadhoz [kg] | Nadhoz [kg] |  | Výsledek [kg] |
| --------------------------- | ------------------------------- | -------------- | ------------- | ----- | -------- | -------- | -------- | ----- | ----------- | ----------- | ----------- |  | ------------- |
| Poř.                        | Závodník                        | Stát           | Těl. hm. [kg] | 1. p. | 2. p.    | 3. p.    | 1. p.    | 2. p. | 3. p.       |             |             |  | Výsledek [kg] |
| Zlatá olympijská medaile    | Liao Chuej                      | Čína           | 68,97         |       | 153      | 153      | 158      |       | 185         | 185         | 190         |  | 348           |
| Stříbrná olympijská medaile | Vencelas Dabaya                 | Francie        | 68,38         |       | 147      | 151      | 153      |       | 187         | 197         | 197         |  | 338           |
|                             | Tigran Gevorg Martirosjan       | Arménie        | 68,90         |       | 153      | 156      | 156      |       | 183         | 185         | 185         |  | 338           |
| Bronzová olympijská medaile | Yordanis Borrero                | Kuba           | 68,92         |       | 140      | 145      | 148      |       | 171         | 171         | 180         |  | 328           |
| 4.                          | Turan Mirzəyev                  | Ázerbájdžán    | 68,86         |       | 142      | 146      | 149      |       | 181         | 183         | 187         |  | 327           |
| 5.                          | Kim Čol-džin [zápis?]           | Severní Korea  | 68,64         |       | 140      | 146      | 150      |       | 180         | 180         | 180         |  | 326           |
| 6.                          | Əfqan Bayramov                  | Ázerbájdžán    | 68,41         |       | 137      | 142      | 145      |       | 175         | 187         | 187         |  | 320           |
| 7.                          | Sitthisak Suphalak [zápis?]     | Thajsko        | 68,99         |       | 141      | 145      | 147      |       | 171         | 171         | 175         |  | 318           |
|                             | Alexandru Dudoglo               | Moldavsko      | 68,68         |       | 145      | 145      | 148      |       | 163         | 168         | 172         |  | 317           |
| 8.                          | Jošito Šintani                  | Japonsko       | 68,76         |       | 130      | 130      | 135      |       | 170         | 175         | 177         |  | 310           |
| 9.                          | Tarik Abdelazim [zápis?]        | Egypt          | 68,87         |       | 138      | 142      | 142      |       | 168         | 172         | 175         |  | 310           |
| 10.                         | Edi Kurniawan                   | Indonésie      | 68,85         |       | 135      | 140      | 140      |       | 165         | 170         | 172         |  | 307           |
| 11.                         | Israel José Rubio Rivero        | Venezuela      | 68,23         |       | 139      | 143      | 143      |       | 167         | 171         | 171         |  | 306           |
| 12.                         | Artyom Shaloyan                 | Německo        | 68,79         |       | 130      | 133      | 135      |       | 160         | 165         | 171         |  | 300           |
| 13.                         | Luis Miguel Pineda              | Kolumbie       | 68,14         |       | 127      | 132      | 135      |       | 161         | 167         | 170         |  | 299           |
| 14.                         | Čintana Vitánaké [zápis?]       | Srí Lanka      | 68,90         |       | 120      | 125      | 128      |       | 160         | 165         | 168         |  | 293           |
| 15.                         | Francis Luna-Grenier            | Kanada         | 68,97         |       | 125      | 131      | 131      |       | 155         | 162         | 167         |  | 293           |
| 16.                         | Welisson Silva                  | Brazílie       | 68,92         |       | 130      | 135      | 138      |       | 155         | 162         | 162         |  | 290           |
| 17.                         | Răzvan Martin                   | Rumunsko       | 68,85         |       | 130      | 135      | 135      |       | 158         | 165         | 165         |  | 288           |
| 18.                         | Dimítris Minasídis              | Kypr           | 66,32         |       | 125      | 128      | 132      |       | 155         | 155         | 161         |  | 283           |
| 19.                         | Mark Spooner                    | Nový Zéland    | 68,86         |       | 123      | 127      | 127      |       | 153         | 158         | 161         |  | 281           |
| 20.                         | Kamal Bahadur Adhikari [zápis?] | Nepál          | 68,67         |       | 107      | 114      | ---      |       | 142         | 154         | ---         |  | 268           |
| 21.                         | Logona Esau                     | Tuvalu         | 68,14         |       | 102      | 107      | 110      |       | 138         | 144         | 148         |  | 254           |
| 22.                         | Nizom Sangov                    | Tádžikistán    | 66,06         |       | 110      | 115      | 117      |       | 130         | 135         | 138         |  | 250           |
|                             | Š' Č'-jung                      | Čína           | 68,17         |       | 152      | 152      | 157      |       |             |             |             |  |               |
|                             | Edwin Mosquera                  | Kolumbie       | 68,59         |       | 134      | ---      | ---      |       |             |             |             |  |               |
|                             | Li Pä-jung [zápis?]             | Jižní Korea    | 68,67         |       | 150      | 153      | 155      |       | 184         | 186         | 186         |  |               |
|                             | Gert Trasha                     | Albánie        | 68,68         |       | 136      | 136      | 136      |       |             |             |             |  |               |
|                             | Alexandru Roşu                  | Rumunsko       | 68,91         |       | 136      | 136      | 141      |       | 165         | 165         | 165         |  |               |
|                             | Giorgio De Luca                 | Itálie         | 68,93         |       | 131      | 131      | 136      |       | 160         | 160         | 160         |  |               |
|                             | Ali Hussein Aldhilab [zápis?]   | Saúdská Arábie |               |       |          |          |          |       |             |             |             |  |               |